# جسی وارتون
جسی وارتون (به انگلیسی: Jesse Wharton) سناتور سابق عضو حزب دموکرات-جمهوری‌خواه بود. وی در سال ۱۸۱۴ تا ۱۸۱۵ میلادی سناتور ایالت تنسی در سنای ایالات متحده آمریکا بود.